# Funkcja hazardu
Funkcja hazardu – funkcja określająca prawdopodobieństwo wypłacalności danej firmy do momentu zakończenia umowy kredytowej.

## Definicja
Funkcja hazardu jest definiowana w poniższy sposób:
{\displaystyle \Gamma _{P}(t)=-\ln(1-F_{P}(t))=-\ln(G_{P}(t)),}
gdzie:
{\displaystyle F_{P}(t)} – dystrybuanta momentu bankructwa,
{\displaystyle G_{P}(t)} – funkcja przeżycia do chwili {\displaystyle t.}

## Związek pomiędzy zmiennymi
{\displaystyle G_{P}(t)} determinuje {\displaystyle \Gamma _{P}(t)} z definicji, natomiast związek między nimi wyraża się wzorem:
{\displaystyle G_{P}(t)=\exp(-\Gamma _{P}(t))}

## Przykład
Dla rozkładu gamma o parametrach {\displaystyle k=3} oraz {\displaystyle \theta =2} funkcja hazardu jest postaci:
{\displaystyle \Gamma _{P}(t)=2t-ln(2t^{2}+2t+1),} dla każdego {\displaystyle t\geq 0.}